# 超級機械人大戰OG角色列表
本列表為萬普（後為萬代南夢宮遊戲）的電子遊戲作品《超級機械人大戰系列》（以下機戰），及其原生、派生作品登場的原創人物一覧。

## ATX隊
南部響介（聲優：森川智之）
地球聯邦軍北美支部蘭利（ラングレー）基地所屬少尉，殖民地出身，特殊部隊ATX小隊代理隊長（原隊長為桑格）。因沉默，看起來冷靜沉著，並不易把感情表現出來，實際上是個靜靜燃燒的熱血漢（就算笑也只是微笑……）。戀人是艾克瑟蓮，雖然態度看起來冷淡，但是內心卻深愛著她。與艾克瑟蓮共同經歷原生種所引發的太空梭事件，是唯一的生還者（艾克瑟蓮是藉助原生種之力活下來的）。
興趣是賭博，尤其是喜歡賭在勝率較低的那一方，總是在最後被艾克瑟蓮及時制住。駕駛技術卓越，較擅長格鬥戰，故被任命為古鐵的駕駛員，搭配著強襲重量級機體與響介的個性，常做出許多無謀突襲戰法。
曾隸屬於極東支部擔任野猛禽的測試駕駛員。L5戰役後在蘭利基地負責DC殘黨掃蕩任務。
OG2中，與作為敵人的亞克賽爾（アクセル・アルマー）相遇。亞克賽爾在金雀花作戰時更大破古鐵。其後經瑪莉詠博士協助下，把大破的古鐵改造為古鐵·巨人。
OG外傳中，因拉米亞被尤根博士擊中，生死未卜而變得迷惘，令布里德對其暫時失去信心。
原作是《超級機器人大戰IMPACT》。在其中的性格与地位与OG中基本相同。（但是没有和亞克賽爾的对手关系）
故事開端時年齡22歲，OG1中期升格為中尉，另一世界中為上尉。專用BGM為。
- 駕駛機體：亡靈Mk-II·M型、亡靈Mk-II·S型、野猛禽、古鐵、古鐵·巨人

艾克瑟蓮·白朗寧（聲優：水谷優子）
ATX小隊隊員，美國人，地球出身。本質上冷靜並富知性（外加輕浮）。酒量很好，不過卻是那種一喝醉就看不清四周的類型，常對響介那冷淡的態度不滿，卻又比任何人都要愛他。以駕駛者來說能力極為優秀，特別是高機動戰鬥及射擊戰。
因有著身為機器人相關技術者的父親，自小就對機械，也就是PT（人型機兵）抱有濃厚的興趣下，志願成為測試駕駛員。和響介互為愛人，但因為與響介個性完全相反而時常踢到冷板凳，對她本人來說正在熱戀中。OG1（ATX為主劇情時）及OG2皆有被敵人帶走的劇情。
因為擅長射擊戰，因此成為量產型亡靈Mk-Ⅱ的強化計畫下，所試作的白騎士的駕駛員。試驗其中，因異星人來襲而被配置到飛龍改艦上。在原生種引發的太空梭事件中喪生後復活（身體含有大量未知物質），由於原生種為了研究人類，用魂之座（ペルゼイン・リヒカイト）作為軀體而復活（雅爾菲彌（アルフィミィ），另一個艾克瑟蓮）。蕾蒙·白朗寧（レモン・ブロウニング）則為另一個世界的艾克瑟蓮（另有一說成另一世界艾克瑟蓮的姐姐），也是死後復活，但不是靠原生種。
因为表面轻浮以及喜爱恶作剧的性格，OG系列中，每一个新入队的年轻男性几乎都被她用某种方式调戏过。
OG2中，被原生種帶走，而白騎士亦經不明物質強化後，變為純·白騎士。
原作是《超级机器人大战IMPACT》，在其中的性格与地位与OG中基本相同。（但是此时和蕾蒙还没有关系）
階級少尉，故事開端時年齡23歲。專用BGM為
- 駕駛機體：亡靈Mk-II·M型、白騎士、純·白騎士

布魯克林·拉克菲德（聲優：杉田智和）
ATX小隊所屬少尉，暱稱布里德（ブリット）。是個重情義的認真少年，因為是美國人的關係，所以不太喜歡開玩笑，也不太懂得講笑話……（常被艾克瑟蓮調戲）。但不論任何事都非常認真的風格受到了許多人的信賴。正義感強，討厭走歪路的風格，導致常陷入危機之中。特技為劍道，並對其他日本武術有相當大的興趣。雖是名優秀的駕駛員，不時有因胡來（OVA中擅自脫隊去救楠葉）而被響介責罵。
在OG初期暗戀楠葉，不过因为对手是隆聖這種對女性极端遲鈍的人，所以可以说是赢得毫无悬念，在OG1拯救楠葉後兩人關係更好，可能算是戀人了。L5戰役後在響介指導下成長，共同執行DC掃蕩任務，因為是優秀的念動力者而成為虎龍王駕駛員。故事開端時年齡18歲。
出处是超級機器人大戰α的八主角之一。不过在原作中，八主角并没有限定真实系或超级系。
- 駕駛機體：亡靈Mk-II·TT型、凶鳥Mk-II、古倫加斯特（二號機）、古倫加斯特參式（一號機及三號機）、虎龍王

## SRX小隊
- 伊達隆聖（リュウセイ・ダテ）
- 萊迪斯·F·布蘭修坦（ライディース・F・ブランシュタイン）
- 古林彩（アヤ・コバヤシ）
- 古林舞（マイ・コバヤシ）
- 薇蕾塔·巴迪姆（ヴィレッタ・バディム）
- 英格蘭姆·普利斯肯（イングラム・プリスケン）
- 卡克·漢米爾（カーク・ハミル）
- 羅伯特·H·大宮（ロバート・H・オオミヤ）
- 古林兼三（ケンゾウ・コバヤシ）

## 章魚小隊
卡琪娜·塔拉斯克（聲優：矢口麻美）
飛龍改所屬PT小隊「章魚小隊」隊長，性格屬於好強的熱血系，是個好戰的女性。屬於身體比頭腦先行動那一型的，說話的口氣也很嚴厲，但對部下時而嚴厲時而溫柔，經常違反命令。不過，很意外地，卡琪娜操縱PT的技術，就像部下看見的那樣好。自願成為試作機的測試駕駛員而進入聯邦軍。故事開端年齡25歲，階級中尉。性格急躁火暴。個人塗裝為紅色，瞳孔右紅左綠，玩家愛稱「波斯貓」。把南部響介搭乘過的量產亡靈Mk-II拿來塗成自己專用的紅色，當作自己的專用機。
- 駕駛機體：F-28密撒，量產型亡靈Mk-II

羅素·巴克曼（聲優：青木崇）
章魚小隊所屬PT駕駛員，代號Oct2。DC戰爭之前就一直是卡琪娜的部下，因此對她的性格瞭如指掌。性格溫順，好男人一個。因為擔心卡琪娜抓狂，好幾次制止了卡琪娜的激動。雖然日常生活及戰鬥上經常幫助他人，卻是個存在感相當薄弱的人……年齡18歲，階級於L5戰役後由上士（曹長）升格為少尉。遊戲裡把艾克瑟蓮搭乘過的量產亡靈Mk-II塗成自己專用的綠色，作為自己的專用機。
- 駕駛機體：F-28密撒，S-29獨弦，量產型亡靈Mk-II

真宮寺祐（聲優：山口勝平）
章魚小隊所屬PT駕駛員，代號Oct3。原飛龍改的整備員，後來搭乘吉鋼斯克德出戰而成為其專屬駕駛員。天性開朗樂觀無心機，喜好赌博，常常會試試自己的運氣，自稱為勝負專家（賭徒）！對事物有著優秀的洞察力，不過他是個音痴。雖然性好女色，但搭訕的成功率很低，現在則正與「DC戰爭」相遇時的少女蕾歐娜（レオナ・ガーシュタイン）戀愛中，經常遭受蕾歐娜恐怖料理的荼毒。於地球於月球往返期間，受到瑪莉詠博士的指示親手改造吉鋼斯克德。故事開端時年齡18歲。《超級機器人大戰α》的八主角之一。
- 駕駛機體：吉鋼斯克德、吉鋼斯克德·杜羅

蕾歐娜·加修坦（聲優：榊原由依）
配屬於聯邦軍的戰艦飛龍改的駕駛員，出身於布蘭修坦家的分家加修坦家，與艾爾薩姆及萊是表兄妹關係。性格冷靜而且自尊心很高，性格也很倔強。總是可以感受到她那股不依賴他人的氣息，雖然踩著他人而生存，但實際上是很有同情心的。另外，駕駛技術也是一流，過去曾隸屬於殖民衛星統合軍的親衛隊，在與祐等人相遇之後便搭上飛龍改。L5戰役後與祐等人前往小行星帶的伊卡洛斯基地，半年後返回地球圈。雖然對任何事都可以處理的很好，但總是搞不定料理（蕾歐娜做的味增湯不知道毒害了祐多少次）。興趣是騎馬和打靶。故事開端時年齡18歲，階級少尉。《超級機器人大戰α》的八主角之一。
- 駕駛機體：格里翁·特裝型、凶鳥008L、凶鳥Mk-III·R型

## 魔裝機神
安籐正樹（聲優：綠川光）
魔裝機神的主角，風之魔裝機神賽巴斯塔的主人，超級大路癡一個，仗著賽巴斯塔的速度，曾經幹過繞地球20圈也沒找到日本的壯舉。使魔是兩隻貓，小黑和小白。
- 駕駛機體：賽巴斯塔

琉妮·索塔克（聲優：日高奈留美）
DC總帥比安的獨生女兒，瓦爾西翁妮的駕駛員。小時候接受過父親的特訓，腕上經常戴著5公斤重的護腕，使得她的腕力十分強勁。運動神經、反射神經、動態視力等超級發達，性格大大咧咧。因為正樹隨口說了一句她很可愛，之後就一直纏上了正樹。
- 駕駛機體：瓦爾西翁妮、瓦爾西翁妮R

## 特殊戰技教導隊
簡稱教導隊，军队中的精英PT机师组织，里边的成员可以说都是全地球PT水平驾驶水平最高的人。在PT刚刚出现的时代，所有量产型PT的动作与战术方案都是以这些人的数据为基准制作的。在故事开始的时候，每个人的座机都是亡靈Mk-II，但每个人都对其进行了自訂。
桑格·佐沃特（聲優：小野健一）
人物出自α系列。第一次登场作品是《α外传》，但这里的桑格继承的是《第2次α》之后的设定。
出身自前教導隊，以ATX小隊隊長的身分指導響介等人。然而，在「DC戰爭」時，為了培養ATX小隊能有對抗異星人的實力（這同時也是比安及艾爾薩姆的理想），暫時背叛至DC，以敵人的身分出現在響介等人面前。
在DC戰爭後與艾爾薩姆搭乘黑鋼號進行秘密行動，並出戰L5戰役（此時黑鋼號艦長暫為大鐵，艾爾薩姆駕駛凶鳥Mk-II·龍捲出戰），戰後又隱匿行蹤。OG2時為了對抗異星人的侵略，在特斯拉·萊許研究所（テスラ・ライヒ研究所）和艾爾薩姆受領了比安博士的遺產DGG系列機。於新DC戰爭時擊敗了沃當並救出了索菲亞·奈特博士，中止了大地搖籃的誤用。
故事開端時年齡29歲，階級少校。
在α系列的世界观中，桑格是古伦加斯特參式的正式驾驶员，同样也是一名武人。在神盾（Aegis）计划之后，因计划的成功与失败（α外传的故事），他的命运也产生了两种不同的分歧。
在神盾计划失败的场合（α外传的故事），地球被雷王星爆炸产生的冲击波袭击，地表文明毁灭。为躲避灾难，桑格与索菲亚博士一起进入大地摇篮冬眠，但之后因恐龙帝国的复苏而醒来。因为朗德·贝尔队被传送走的关系，桑格成为唯一可以和侵略者作战的人，被称为“大地的守护神”。但由于大地摇篮中的机械细胞（Machine Cell）失控的关系，古倫加斯特參式和他都受到侵蚀。他因此失去了理智，且性格也变得相当冷澈无情。但在最后，与穿越时空的朗德·贝尔队相遇后，他终于找回了身为武人的尊严，并亲手埋葬了已经被机械细胞控制的索菲亚博士。这条线路的桑格因为性格与另外一边差距相当大，所以在《OG》中没有采用。但基于这个设定，在《OG2》中出现了沃當·尤米尔（ウォーダン・ユミル）这个人物。
在神盾计划成功的场合（《第2次α》及《第3次α》的故事），桑格在刚刚准备进入大地摇篮冬眠的时候便被突然出现的侵略者袭击，地球摇篮遭到破坏，而他被迫应战。之后他遇到了来援的朗德·贝尔队，并加入其中。之后的故事和OG的走向相似。
專用BGM為，換乘武神裝攻時為。
- 駕駛機體：古倫加斯特零式、古倫加斯特參式（二號機）、超軍神、大地神[1]（α外傳）

艾爾薩姆·V·布蘭修坦（聲優：稻田徹）
即雷傑爾·法因修梅卡（レーツェル・ファインシュメッカー）。原特殊戰技教導隊出身，目前為衛星統合軍皇牌機師，軍人世家布蘭修坦家的長子，萊迪斯的哥哥。有把自己的機體塗成黑色並稱呼為「龍捲（トロンベ）」的習慣，「龍捲」是愛馬的名字，料理達人，也是桑格多年好友。
專用BGM《Trombe!》，值得一提的是此BGM在遊戲中可以壓倒BOSS的BGM（我方與敵方BOSS機進入戰鬥時通常都是播放敵方的BGM，唯獨艾爾薩姆無論與何人對戰，皆是播放自己的專用BGM《Trombe!》）。例外：《第2次超級機械人大戰OG》中面對破滅之王的時候，無法蓋過此BOSS的BGM。
擅长射击，相对不擅长近战（但没有到弱点的程度）。
- 专用机是各种被命名为“龍捲”的PT，以及DGG二号机“奧瑟賽達”。

奇里亞姆·葉格（聲優：田中秀幸）
原特殊戰技教導隊成員之一，本身的來歷充滿謎團，身手不凡，擅長情報工作和PT操作，據說是能空手接子彈的超人。真實身份是因为犯了罪而被迫穿梭在各個時空的流浪者。
遊戲裡在《第4次超級機器人大戰》中從《英雄戰記》（ヒーロー戦記 プロジェクト オリュンポス）特別演出。對沒過此人物的玩家而言，這可能是一個完全陌生的劇情人物。在他冷酷的外表下，有一顆重義理、富人情的心，經常受到感情牽絆。
战斗能力方面是全能的，作为机师或者是士兵或者是间谍都有着超一流的身手。同时他还是个知识丰富的科学家。
因为出处的原因，专用的机体永远是原型亡靈。其真正的专用机是亡靈XN（XN Geist），拥有次元转移的能力，但在《英雄战记》的决战中已被其亲手破坏。
北村開（聲優：西前忠久）
地球聯邦軍極東支部基地的PT部隊指揮官，原特殊戰技教導隊成員。第一次出現是《超級機器人SPIRITS》的前傳小說（有背影的插圖）。機戰系列在《OG》初登場。36歲，階級是少佐（第一次出現時是大尉）。在《DW》《OGs》的行動代號「Ghost 1」，《OG年代記》（漫畫）的行動代號「Charlie 1」。
战斗方面同样是全能型。在历代作品中只会开亡靈的各种改修型号——但是，他有着把量产机开到和特机战斗力不相上下的恐怖能力。